# Venlafaxina
Venlafaxina (nome comercial: Effexor) é uma droga antidepressiva da classe dos antidepressivos inibidores seletivos da recaptação da serotonina e da noradrenalina (ISRSN ou SNRI), heterocíclicos de terceira geração, com efeitos sobre as aminas serotonina e noradrenalina. Não está relacionada quimicamente com nenhuma outra classe de antidepressivos. Foi desenvolvido pela Wyeth (agora parte da Pfizer). É comercializada desde 1993 nos Estados Unidos. Os genéricos desta substância estão disponíveis.

## Indicação
Tratamento da depressão, incluindo depressão maior com ansiedade associada. Para prevenção de recaída e recorrência da depressão. Tratamento de ansiedade ou Transtorno de ansiedade generalizada (TAG), incluindo tratamento a longo prazo. Tratamento do transtorno de ansiedade social (TAS), também conhecido como Fobia social. Tratamento do Transtorno de pânico, com ou sem Agorafobia, conforme definido no DSM IV.

## Contraindicação
Seu uso é contraindicado em pacientes com hipersensibilidade conhecida ao cloridrato de venlafaxina. É também contraindicado o uso concomitante com medicamentos Inibidores da monoamina oxidase (IMAOs).

## Mecanismo de ação
A venlafaxina potencializa a atividade do neurotransmissor Serotonina e Noradrenalina no Sistema nervoso central e no corpo. A venlafaxina é um tipo de antidepressivo chamado inibidor seletivo da recaptação de serotonina e noradrenalina (ISRN).  A serotonina e a noradrenalina são neurotransmissores (substâncias químicas que transmitem sinais entre as células do cérebro). A venlafaxina funciona diminuindo a velocidade que a serotonina e a noradrenalina são removidas das células cerebrais.
A venlafaxina e o seu metabólito, a O-desmetilvenlafaxina (Desvenlafaxine), inibem potentemente a recaptação de serotonina e mais fracamente a norepinefrina.  Ambas as moléculas não se ligam a receptores Muscarínicos, Histamínicos, serotonérgicos, dopaminérgicos ou alfa adrenérgicos.  A atividade farmacológica nestes receptores é pensado por estar associada aos vários efeitos anticolinérgicos, sedativos, cardiovasculares, ganho de peso e apáticos, observados com outros fármacos Psicotrópicos.  Ambos também não têm qualquer atividade inibitória da Monoamina oxidase (MAO).
| Alvos biológicos | IC- 50 Nm |
| SERT             | 27        |
| NET              | 535       |

## Farmacocinética
O cloridrato de venlafaxina é um sólido cristalino branco. A absorção de venlafaxina por via oral é de 92% com ou sem alimentos. É metabolizada no fígado a O-desmetil-venlafaxina(ODV), seu único metabolito relevante. A principal via de eliminação da venlafaxina e os seus metabolitos é a excreção renal, sendo que aproximadamente 87% é excretada como venlafaxina inalterada. A biodisponibilidade relativa de venlafaxina a partir de um comprimido foi de 100% em comparação com a solução oral. A ligação às proteínas plasmáticas de venlafaxina é de 27%±2%. As concentrações plasmáticas no estado de equilíbrio da venlafaxina e ODV são alcançadas no prazo de 3 dias de terapia com múltiplas doses diárias. A cinética do fármaco e do seu Metabólito é linear com doses diárias de 75 a 450 mg. A dose inicial recomendada é de 75 mg/día administrado uma única vez ao dia, preferencialmente na parte da manhã.

## Efeitos adversos
Os efeitos adversos seguem de acordo com as categorias de frequência:
Reação muito comum (ocorre em mais de 10% dos pacientes que utilizam este medicamento):
Insônia, dor de cabeça, tontura, sedação, náusea, boca seca, constipação, hiperidrose (suor excessivo).
Reação comum (ocorre entre 1% e 10% dos pacientes que utilizam este medicamento):
Diminuição do apetite, sonhos anormais, nervosismo, diminuição da libido, agitação, anorgasmia (falta de prazer sexual ou orgasmo), acatisia (incapacidade de se manter quieto), tremor, parestesia (dormência e formigamento), disgeusia (alteração do paladar), deficiência visual, distúrbio de acomodação, midríase (pupila dilatada), tinido (zumbido no ouvido), taquicardia (aceleração dos batimentos cardíacos), palpitação, hipertensão (pressão alta), ondas de calor, dispneia (falta de ar), bocejos, diarreia, vômito, erupção cutânea (lesão na pele), prurido (coceira), suor noturno, hipertonia (aumento da contração muscular), hesitação urinária, retenção urinária, polaciúria (aumento da frequência urinária), disfunção erétil, ejaculação anormal, fadiga, astenia (fraqueza), calafrios, perda de peso, aumento de peso.
Reação incomum (ocorre entre 0,1% e 1% dos pacientes que utilizam este medicamento):
Estado de confusão, mania, hipomania, despersonalização, alucinação, orgasmo anormal, bruxismo, apatia (ausência de emoção), síncope (desmaio), mioclonia (espasmos musculares), distúrbio do equilíbrio, coordenação anormal, discinesia (movimentos involuntários, principalmente dos músculos da boca, língua e face, ocorrendo exteriorização da língua e movimentos de um canto a outro da boca), hipotensão ortostática (diminuição da pressão arterial ao levantar), hipotensão (pressão baixa), sangramento gastrintestinal, teste de função hepática anormal, urticária (alergia de pele), alopecia (perda de cabelo), equimose (manchas arroxeadas), reação de fotossensibilidade (sensibilidade à luz), incontinência urinária (dificuldade em controlar a urina), metrorragia (sangramento vaginal fora do período menstrual), menorragia (sangramento menstrual excessivo ou prolongado), aumento do colesterol no sangue, fratura óssea.
Reação rara (ocorre entre 0,01% e 0,1% dos pacientes que utilizam este medicamento):
Agranulocitose (ausência de células de defesa: neutrófilos, basófilos e eosinófilos), anemia aplástica (diminuição da produção de glóbulos vermelhos do sangue), pancitopenia (diminuição de todas as células do sangue), neutropenia (diminuição de um tipo de células de defesa no sangue: neutrófilos), reação anafilática, secreção inapropriada do hormônio antidiurético (alteração na secreção do hormônio ADH), hiponatremia (redução da concentração de sódio no sangue), delírio, síndrome neuroléptica maligna (contração muscular grave, febre, aceleração dos batimentos do coração, tremor), síndrome da serotonina (alterações do estado mental, dos movimentos entre outras), convulsão, distonia (contração involuntária da musculatura, lenta e repetitiva), glaucoma de ângulo fechado, torsade de pointes, taquicardia ventricular, fibrilação ventricular, eletrocardiograma com prolongamento do intervalo QT, doença pulmonar intersticial, eosinofilia pulmonar, pancreatite (inflamação no pâncreas), hepatite (inflamação do fígado), Síndrome de Stevens-Johnson (reação alérgica grave), necrólise epidérmica tóxica (descamação grave da camada superior da pele), angioedema (inchaço das partes mais profundas da pele ou da mucosa, geralmente de origem alérgica), eritema multiforme (manchas vermelhas, bolhas e ulcerações em todo o corpo), rabdomiólise (destruição das células musculares).
Reação muito rara (ocorre em menos de 0,01% dos pacientes que utilizam este medicamento):
Trombocitopenia (diminuição das plaquetas do sangue), prolactina aumentada no sangue, discinesia tardia, hemorragia da mucosa, tempo de sangramento aumentado.

## Nomes comerciais
- Efexor XR® | Wyeth
- Vensate LP (LP = Liberação Prolongada) ( Cristália (laboratório) )
- Alenthus XR (XR = Extended Release - Liberação prolongada) com estudos de equivalência em relação ao referência.
- Venlift OD (liberação prolongada)
- Venlaxin | Eurofarma (liberação controlada)
- Alenthus (Medley, Similar).

## História
A venlafaxina foi sintetizada pela primeira vez no início dos anos 1980 por pesquisadores da Wyeth Farmaceutica.  Os cientistas da Wyeth - John Yardley, Morris Husbands e Eric Muth- reconheceram  venlafaxina como um importante antidepressivo. A Wyeth lançou a venlafaxina para o tratamento da depressão nos Estados Unidos no início de 1994 sob o nome comercial Effexor.
O medicamento foi lançado originalmente em uma formulação de liberação imediata.  A formulação de liberação prolongada (XR) foi aprovada pelo FDA em 1997. A vantagem da formulação XR, além da dosagem única diária, é uma taxa ligeiramente menor de náusea durante o início da terapia.
Formulações genéricas de liberação imediata de venlafaxina entraram no mercado em 2007.